# ادبیات اوکراینی
ادبیات اوکراینی ادبیاتی است که به زبان اوکراینی نوشته شده‌است.
ادبیات اوکراین بیشتر تحت سلطه خارجی بر سرزمینهای اوکراین، توسط مشترک‌المنافع لهستان–لیتوانیایی، لهستان، امپراتوری روسیه، پادشاهی رومانی، امپراتوری اتریش-مجارستان و عثمانی گسترش یافت و فرهنگ و زبان اوکراینی را غنی کرد و اینکه نویسندگان قادر به تولید میراث ادبی غنی بودند.

## پیش از دهه ۱۷۰۰
پیش از دهه ۱۷۰۰، بسیاری از نویسندگان از اوکراین به زبانهای «علمی» در قرون وسطی — لاتین و زبان اسلاوی کلیسایی باستان می‌نوشتند. از جمله نویسندگان برجسته اوکراین که به زبانهای لاتین و اسلاوی کلیسای قدیم می‌نوشتند، می‌توان به یوری درهوبیچ و گرگوری اسکووورودا اشاره کرد.

## لیست نویسندگان برجسته اوکراینی
| ایوان کوتلیارفسکی (۱۷۶۹–۱۸۳۸) | تاراس شوچنکو (۱۸۱۴–۱۸۶۱) | ایوان فرانکو (۱۸۵۶–۱۹۱۶) | میخایلو کوتسیوبینسکی (۱۸۶۴–۱۹۱۳) | لسیا یوکراینکا (۱۸۷۱–۱۹۱۳) |
| ----------------------------- | ------------------------ | ------------------------ | -------------------------------- | -------------------------- |
|                               |                          |                          |                                  |                            |

نویسندگان اوکراینی شامل (بر اساس حروف الفبا):
- اما آندیجیوزکا
- اوکسانا زابوژکو
- اولنا تلیها
- اولها کوبیلانسکا
- ایرینا ویلد
- ایگور کاچوروفسکی
- ایهور پاولیوک
- ایوان بهاریانی
- ایوان دراچ
- ایوان فرانکو
- بوریس داویدوف
- پانتلایمون کولیش
- تاراس شوچنکو
- سرینی زادان
- گرگوری اسکووورودا
- لسیا یوکراینکا
- لینا کوستنکو
- مارکو ووچوک
- ماریا ماتیوس
- میکولا خویلوی
- میکولا زیروف
- میکولا کولیش
- واسیل استفانیک
- واسیل استوس
- والرین پیدموهیلنی
- ولدیمیر ویننیچنکو
- یوری آندروخویچ
- یوری وینیچوک
- آندری مالیشکو
- استپان رودانسکی
- الکساندر ایروانتس
- اوستاپ ویش نیا
- اولس اولیاننکو
- اولس هونچار
- اولکساندر اولس
- اولنا پچیلکا
- ایرینا کالینتس
- ایزدریک
- ایهور کالینتس
- ایوان کوتلیارفسکی
- ایوان کولیک
- ایوان نچوی-لویتسکی
- بوهدان-ایهور آنتونیچ
- پاناس میرنی
- پاولو تایچینا
- پاولو زاهربلنی
- جوزف اولسکیو
- سویتلانا پیرکالو
- لئونید پروومایسکی
- لادیا موهیلیانسکا
- لس پودرویانسکی
- لس کورباس
- مارینا سوکولیان
- ماکسیم ریلسکی
- میخایلو سمنکو
- میخایلو کوتسیوبینسکی
- میکولا بازان
- ناتالکا اسنیادانکو
- هیریر تیوتونیک
- واسیل سیموننکو
- واسیل شکلیار
- والری شوچوک
- ولدیمیر سوسیورا
- ویکتور نبوراک
- یاروسلاو هالان
- یوهن هوتسالو